# Count Your Blessings
Count Your Blessings — дебютний студійний альбом британського рок-гурту Bring Me the Horizon, що вийшов 30 жовтня 2006 у Великій Британії і майже через рік у США. Назву альбому взято з тексту його першої пісні «Pray For Plagues». На відміну від своїх наступних альбомів, на яких гурт виконував переважно металкор та пост-хардкор, Count Your Blessings розкриває їх раннє дезкор звучання.

## Список композицій
| #     | Назва                              | Тривалість |
| ----- | ---------------------------------- | ---------- |
| 1.    | «Pray for Plagues»                 | 4:21       |
| 2.    | «Tell Slater Not to Wash His Dick» | 3:30       |
| 3.    | «For Stevie Wonders Eyes Only»     | 4:29       |
| 4.    | «A Lot Like Vegas»                 | 2:09       |
| 5.    | «Black & Blue»                     | 4:33       |
| 6.    | «Slow Dance»                       | 1:16       |
| 7.    | «Liquor & Love Lost»               | 2:39       |
| 8.    | «(I Used to Make Out With) Medusa» | 5:39       |
| 9.    | «Fifteen Fathoms, Counting»        | 1:56       |
| 10.   | «Off the Heezay»                   | 5:39       |
| 36:19 |                                    |            |